# Санта-Исабель (Агуаскальентес)
Санта-Исабель (исп. Santa Isabel) — посёлок в центральной части Мексики, на территории штата Агуаскальентес. Входит в состав муниципалитета Пабельон-де-Артеага.

## Географическое положение
Санта-Исабель расположен в центральной части штата, на расстоянии приблизительно 16 километров к северу от города Агуаскальентес. Абсолютная высота — 1891 метр над уровнем моря.

## Население
Согласно данным, полученным в ходе проведения официальной переписи 2005 года, в посёлке проживало 1027 человек (495 мужчин и 532 женщины). Насчитывалось 273 дома. По возрастному диапазону население распределилось следующим образом: 48,4 % — жители младше 18 лет, 49,5 % — между 18 и 59 годами и 2,1 % — в возрасте 60 лет и старше. Уровень грамотности среди жителей старше 15 лет составлял 99,2 %.
По данным переписи 2010 года, численность населения Санта-Исабели составляла 1988 человек. Динамика численности населения посёлка по годам:
| 2000 | 2005 | 2010 |
| ---- | ---- | ---- |
| н/д  | 1027 | 1065 |